# 死球
在棒球比賽中，死球也可能是指觸身球。
在足球，死球可以指罰球、定點球、自由球、龍門球等。

## 在棒球比赛中
在棒球比赛中，出现死球(又称比赛停止球)时，任何跑垒员不得试图跑垒，而跑垒员也不会被封杀出局。 
产生死球的情况如下
- 打者被球击中触身(觸身球)。
- 打者打到球使球打到自己(自打球)。
- 主審妨碍了捕手的传球动作。
- 各种非法击球的情况，例如打者未站在打击区内。
- 未被接殺的界外球。
- 界内球在第一次触碰内野防守队员之前触碰跑者、裁判。
- 界内球在穿过投手外的其他内野防守队员之前触碰裁判。
- 球触碰裁判或捕手的裝備或是其他场内异物。
- 擦棒球触及裁判后被捕手接住。
- 合法投球打中了试图得分的跑垒员。
- 活球出场外。
- 跑垒员被判犯规。
- 半局结束。
- 主審宣布暂停比赛("time")，暂停比赛原因如下：
  - 天气等原因令比赛无法进行或无法保障安全。
  - 光线原因令裁判无法裁决。
  - 队员或裁判发生事故。
  - 裁判需要检查球。
  - 教练向裁判申诉。
  - 裁判将某队员驱逐出场。
  - 比赛时出现不可抗因素阻碍
  - 投手非超时性犯规。
  - 球卡在球场的特殊部位。

死球状态后，当投手重新准备投球，各场上队员和裁判都准备好时，变为活球状态。
队员或教练要求暂停时一般喊"call time"，主裁回答"time"表示接受请求。这与其他体育比赛所用"time out"不同。
- 死球在台灣棒球維基館上的頁面（繁體中文）

## 死球（板球）
在板球运动中，死球是比赛中的一种特殊情况，在此情况下，球员无法执行任何比赛事项。换句话说，击球员不能得分，外野手不能把击球手击败出局。
球，指的是板球，当投球手开始跑准备向击球手投球的时候，球就变得活起来了。当球在活着的状态时，击球手能够得分以及出局的时候，比赛进行。
然后，当以下任何情况发生的时候，球就变成了死球：
- 裁判有足够的理由相信，击球手还没有准备好 击球。
- 球经过击球手，由捕手接住，击球手明显没有努力得分。
- 球最终落到捕手或者投球手的手中，击球手明显没有努力尝试得更多的分。
- 裁判觉得防守队和击球队都认为此球不能再用于比赛。
- 此球达到边界线，得4分或者6分。
- 任一击球员出局。
- 球掉进击球员或者裁判的服装里或设备里。
- 球掉进外野手穿的防护套里。
- 击球员试图触身得分，在裁判眼里，不能试图用球拍撞击球或避开球。这使得触身得分无效。
- 裁判根据受伤情况或者不公平的比赛情况干预比赛。

板球规则或者比赛前达成的协议中都没有规定时的一系列事件中，裁判员可根据他们的自由裁定权宣布死球，这在。这种情况曾发生于2005年10月9日，在澳洲赛场上澳大利亚击球手迈克尔赫西将球击到了球场收缩进去的棚顶。在开放赛场上可以允许的6分被界定为死球，因此得不到任何分。
请注意，一旦击球手出局，球就成了死球。因此，此球不可能立即使其他击球员出局。所以，棒球双打的概念不可能出现在板球中。
如果有必要让球员弄清楚裁判宣布此球为死球，那么裁判就要通过在胸前双臂交叉和伸展的手势来宣布死球。

### 请参阅
板球比赛规则

## 请参阅
1. ↑  The Laws of Cricket - Law 23 (Dead Ball) 的存檔，存档日期2010-02-18.